# Jean-Claude Lafourcade
Jean-Claude Lafourcade (Talença, Gironda, 7 de gener de 1943) és un militar francès, que assolí el grau de general de corps.
Es graduà a l'École Spéciale Militaire de Saint-Cyr de la promoció « Serment de 14 » (1963-1965), oficial paracaigudista de les Tropes de Marina i cap de cabinet del general Marcel Bigeard quan va ser Secretari d'Estat de Defensa en 1975-1976 en el govern de Jacques Chirac. Va manar a la 8è Regiment de Paracaigudistes d'Infanteria de Marina a Castres a finals de 1980.
En juny de 1994 fou ascendit a general de brigada, adjunt a la 11e Brigada Paracaigudista a Tolosa de Llenguadoc, fou designat per prendre el comandament de l'Operació Turquesa, organitzada per França, amb el concurs d'alguns estats africans, sota mandat de l'ONU, per dur a terme una operació humanitària a Ruanda, mentre es va desenvolupar el genocidi dels tutsis.
El general Lafourcade fou nomenat comandant de la Legió d'Honor en 2000. Posteriorment, el general Lafourcade fou successivament sots cap d'estat major "operacions" de l'exèrcit de terra, comandant superior de les forces armades a Nova Caledònia, comandant de la Força d'Acció Terrestre (CFAT) a Lilla. Tinent General (4 estrelles), és admès a la segona secció l'any 2003.
És fundador i el president de l'Association France Turquoise, destinat a defensar l'honor de l'exèrcit francès a Ruanda. El 2010, el general Lafourcade informà sobre la intervenció de França a Ruanda, duta a terme del 22 de juny a 22 de d'agost de 1994 sota el mandat de l'ONU, en el seu llibre Opération Turquoise-Rwanda 1994 escrit amb el periodista Guillaume Riffaud. Fou cridat el gener de 2016 com a testimoni assistit en el marc d'una informació judicial per complicitat en el genocidi i crims contra la humanitat per soldats francesos que participaren en l'Operació Turquesa, a iniciativa de supervivents dels fets de Bisesero. En aquesta audiència, va declarar a favor de l'exèrcit francès

## Obres
- Opération Turquoise : Rwanda, 1994, Librairie Académique Perrin, 2010, 228 p. (ISBN 978-2262031282)